# Wasserturm Eckenweiler (Rottenburg)

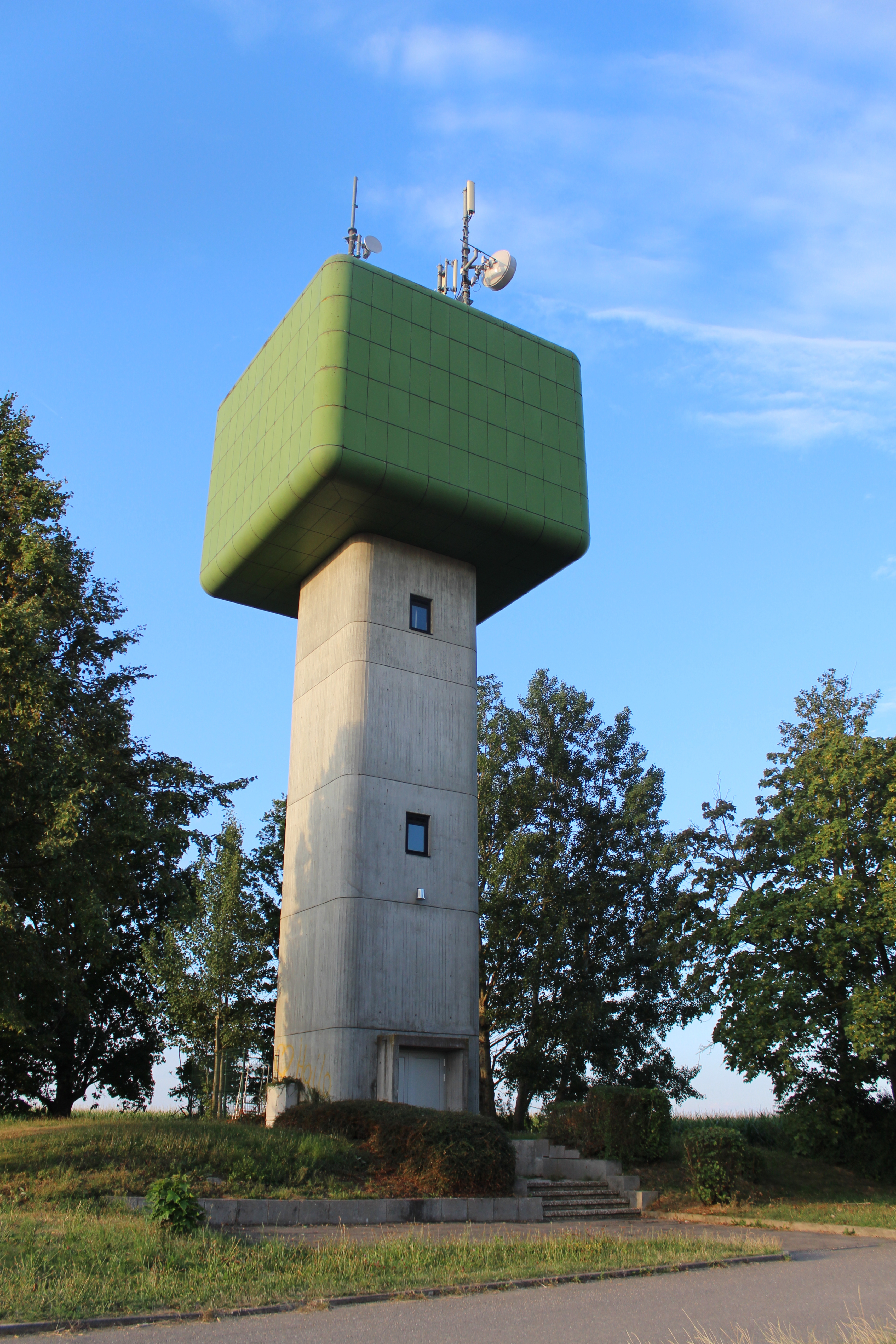
Wasserturm Eckenweiler

Der Wasserturm Eckenweiler ist ein 25 Meter hoher, als Stahlbetonkonstruktion ausgeführter Wasserturm des Zweckverbands Gäuwasserversorgung in der Nähe des zu Rottenburg am Neckar gehörenden Ortsteils Eckenweiler.
Der Wasserturm Eckenweiler fällt durch seinen quadratischen Querschnitt und seinen würfelförmigen Behälter mit 200 m³ Volumen auf.
Der für die Öffentlichkeit nicht zugängliche Wasserturm Eckenweiler wurde von der Ingenieurgesellschaft Vedewa r.V in Stuttgart entworfen und Ende der 1970er Jahre gebaut.